# Botryotinia squamosa
Botryotinia squamosa är en svampart som beskrevs av Vienn.-Bourg. 1953. Botryotinia squamosa ingår i släktet Botryotinia och familjen Sclerotiniaceae.   Inga underarter finns listade i Catalogue of Life.